# Dagaz
Dagaz is de drieëntwintigste rune van het oude futhark. De klank is 'D'. Dagaz is de zevende rune van de derde Aett. De rune betekent dag. De rune staat symbool voor evenwicht tussen tegenstellingen, zoals licht en donker.

## Karaktercodering
| Unicode Codepoint | U+16de                    |
| Unicode-Name      | RUNIC LETTER DAGAZ DAEG D |
| HTML              | &#5854;                   |